# William Watts (Erfinder)

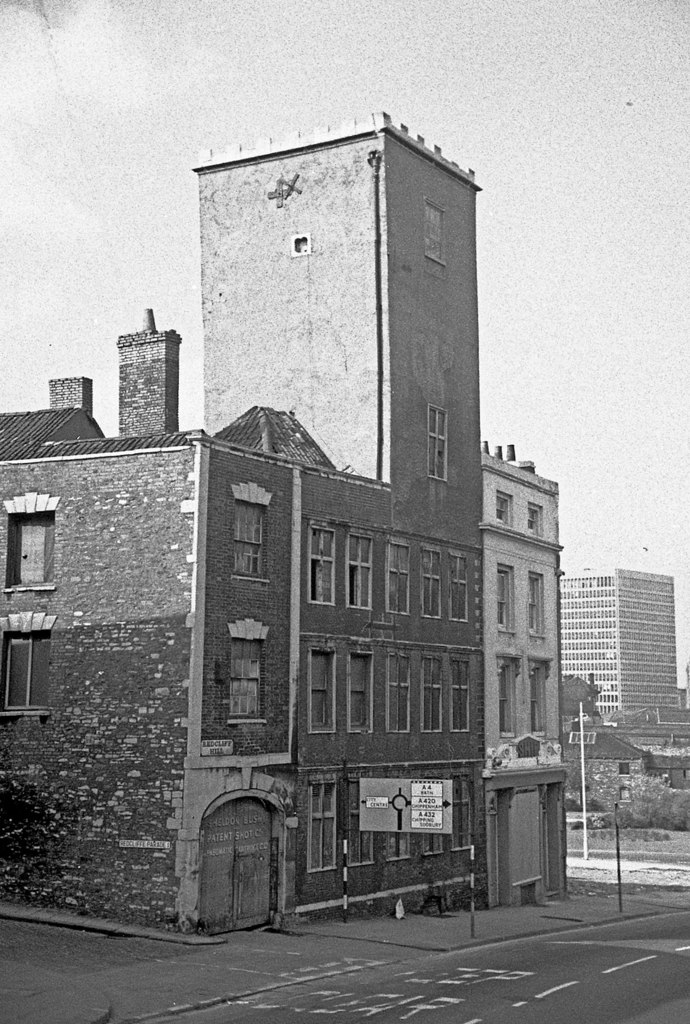
Watts stillgelegte Produktionsstätte mit dem markanten Schrotturm, kurz vor dem Abriss, 1966

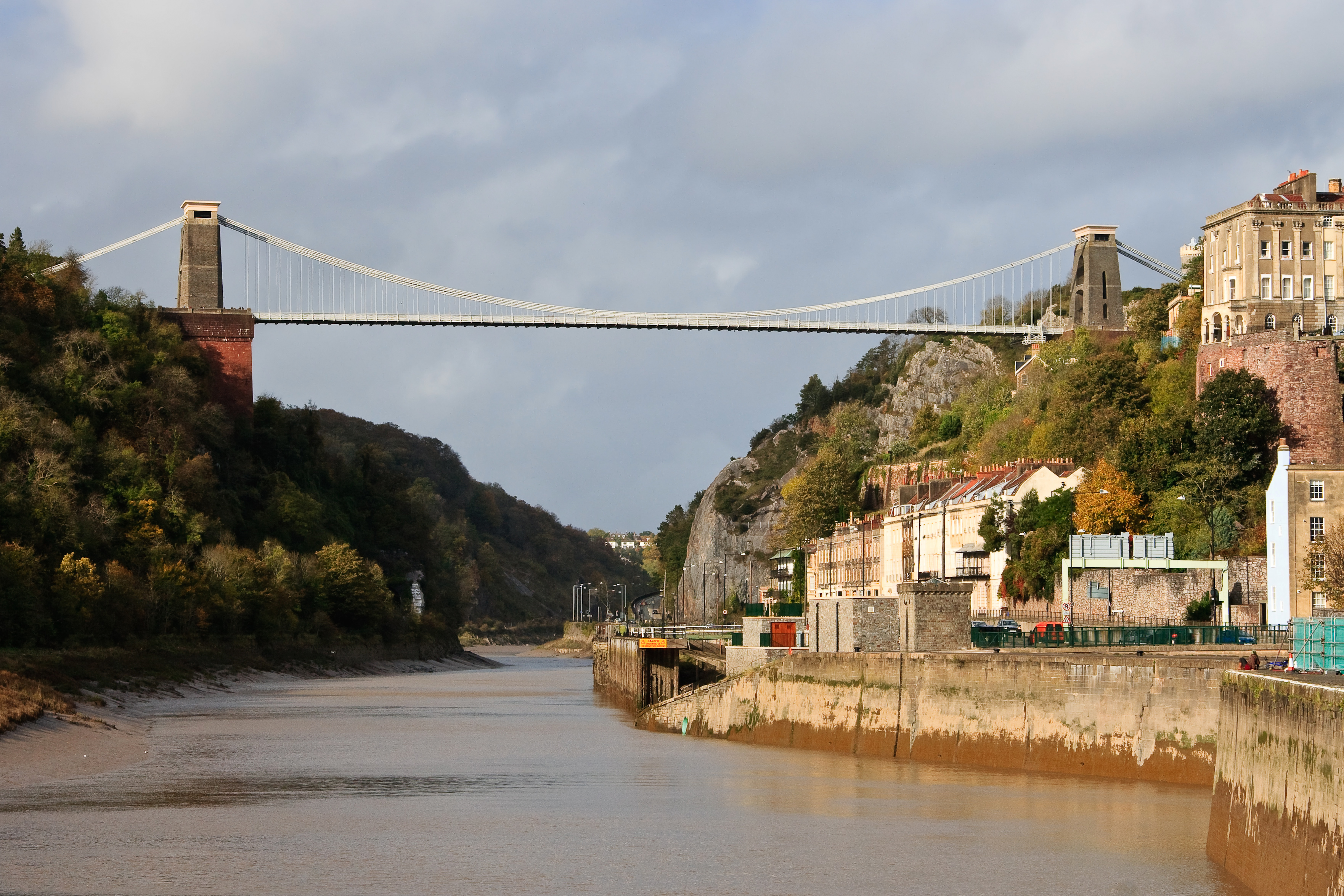
Blick auf die Clifton Suspension Bridge. Die massiven Stützmauern der Windsor-Terrassen sind ganz rechts am Bildrand zu sehen.

William Watts war ein englischer Handwerker, der das Turmgießverfahren für Schrotkugeln aus Blei erfand.

## Leben und Wirken
Watts ging am 27. Februar 1765 in die Lehre und bekam am 4. Juli 1772 die Ehre des Freeman of the City der Stadt Bristol. Er war Klempner bzw. Installateur. In der englischen Sprache wird der Beruf als „Plumber“, wörtlich als eine Person, die mit Blei arbeitet, bezeichnet. Im Stadtteil Redcliffe hatte er ein Wohn-/Geschäftshaus, welches er bis 1784 auch bewohnte.
Zu der Zeit gab es kein Verfahren, um wirklich runde und somit aerodynamisch bzw. ballistisch günstige Schrotkugeln zu produzieren. Wie Watts auf die Idee kam, darum ranken sich verschiedene Legenden. So soll er sich von runden Regentropfen inspiriert haben lassen, bei einem Kirchenbrand beobachtet haben, wie geschmolzenes Blei von einem Bleidach in eine Wasserpfütze tropfte, vom Bleiregen geträumt haben oder in einem Alkoholrausch geglaubt haben, dass seine Frau wütend auf ihn war und deswegen geschmolzenes Blei auf ihn goss. Bei vielen dieser gerne weitererzählten Legenden sind Alkohol und/oder Träume im Spiel und es ist unwahrscheinlich, dass der Wahrheitsgehalt hoch ist. Auf jeden Fall war Bristol damals das Zentrum der Bleiproduktion und als erfahrener Handwerker, der tagtäglich mit Blei arbeitete, wusste er sehr wahrscheinlich um die Probleme bei der Schrotproduktion. Seine Lösung war einfach, er ließ geschmolzenes Blei durch ein perforiertes Tablett aus Zink tropfen. Die Tropfen konnten durch die große Fallhöhe in der Luft in faktischer Schwerelosigkeit erstarren und wurden in einem Wassergefäß aufgefangen.
Er überprüfte seine Überlegungen vom Turm der St Mary Redcliffe. Als Handwerker hatte Watts dort wohl Zugang, wenn er das Bleidach reparierte.
Ab 1775 begann er das Haus zu einem Schrotturm umzugestalten. Dazu baute er einen Turm auf das Dach seines Hauses und öffnete das Dach und Böden darunter. Der Turm mit dem Gebäude war etwa 20 m hoch. Er grub auch einen tiefen Keller, bis er auf alte Minengänge, die zum Sandsteinabbau benutzt wurden, stieß. Am Ende erreichte Watts eine Fallhöhe von 27,5 Meter. Zudem verwendete er arsenhaltige Bleierze, welche bei diesem Verfahren die Kugelbildung begünstigten und ein härteres Blei ergaben. Watts Patentgesuch wurde am 10. Dezember 1782 bewilligt. Das Patent Nr. 1347 beschreibt die Herstellung von gleichmäßigen Schrotkugeln mit dem Turmgießverfahren.
Watts Schrotproduktion war erfolgreich, aber nicht ohne Probleme. Der Keller wurde regelmäßig bei Hochwasser des Anon überflutet und die Nachbarn beschwerten sich wegen des Gestanks. Er ließ sich trotzdem nicht beirren, riss den alten Turm ab und errichtete ab Dezember 1786 auf seinem Haus einen neuen, in einem angedeuteten gotischen Stil. 1787 stiegen für 10.000 £ Geschäftspartner bei Watts ein und er verdiente ein kleines Vermögen. Es waren einflussreiche Männer aus Bristol, was möglicherweise einige kritische Nachbarn verstummen ließ. Später verkaufte er auch seinen verbliebenen Anteil.
Watts wurde von König Georg III., der seine Arbeit bewunderte, in das Windsor Castle eingeladen und mit Chinesischem Porzellan beschenkt.
Um 1790 versuchte sich Watts als Immobilieninvestor im Bristoler Stadtteil Clifton. Die Windsor-Terrassen boten einen spektakulären Blick über die Stadt. Den Namen wählte Watts, um Georg III. zu ehren. Doch das Projekt lief nicht gut. Zum einen brachen wegen der Französischen Revolution wirtschaftlich unsichere Zeiten an, zum anderen explodierten die Kosten für die erforderliche große Stützwand. Im Oktober 1792 wurden die Bautätigkeiten eingestellt und im März 1794 musste Watts Konkurs anmelden. Die Windsor-Terrassen wurden von einem anderen Investor fertiggestellt und gelten als eine der nobelsten Adressen Bristols. Für Watts endete seine Tätigkeit als Immobilieninvestor tragisch; er verübte Selbstmord.
Die Produktion in seiner ehemaligen Fabrik ging unter anderen Eigentümern hingegen weiter. Das historische Gebäude, der erste Schrotturm, wurde erst 1968 abgerissen.